# Edite Tenjua
Edite Ramos da Costa Tenjua (* 31. Dezember 1972 in São Tomé und Príncipe) ist eine são-toméische Anwältin und Politikerin. Sie war Richterin am Verfassungsgericht, Justizministerin von 2012 bis 2014 und Außenministerin von 2020 bis 2022.

## Herkunft und Ausbildung
Edite Tenjua kam 1972 in der afrikanischen Inselrepublik São Tomé und Príncipe zur Welt, als das Land noch portugiesische Kolonie war. Nach der Unabhängigkeit des Landes (1975) wanderte sie 1976 mit ihrer Familie nach Portugal aus. Sie absolvierte ein Jurastudium an der Universität Lissabon, das sie 1999 abschloss.

## Karriere
Tenjua praktizierte als Rechtsanwältin in Portugal und Mosambik, bevor sie Direktorin der Steuer- und Rechtsabteilung des angolanischen Zweigs der KPMG wurde. 2004 wechselte sie als Anwältin zu Joint Authority Nigeria-S. Tomé and Principe, wo sie von 2008 bis 2010 die Rechtsabteilung leitete.
Tenjua war von 2012 bis 2014 Justizminister. Im Jahr 2019 war sie Erdölberaterin des Premierministers von São Tomé und Príncipe, bevor sie in das Verfassungsgericht gewählt wurde, nachdem drei Richter nach einem Disziplinarverfahren entlassen worden waren. Diese waren von Premierminister Patrice Trovoada beschuldigt wurden, im Zusammenhang mit dem Verkauf der Brauerei Cervejeira Rosema an ein angolanisches Unternehmen Bestechungsgelder angenommen zu haben.
Tenjua wurde am 2020 von Premierminister Jorge Bom Jesus als Nachfolgerin von Elsa Teixeira Pinto zur Außenministerin ernannt. Sie hatte das Amt bis 2022 inne.
Seither ist Tenjua unternehmerisch tätig. Seit 2006 leitet sie den TEN JUA Collection Fashion Brand mit Niederlassungen in São Tomé, Nigeria  und Portugal. Sie schrieb mehrere Kinderbücher, darunter „Tita Catita“, und leitet eine Stiftung namens El-Shaddai, die sich um Bildungsförderung für benachteiligte Kindern in Afrika kümmert.

## Privates
Edite Tenjua ist Christin.